# П'ята пора
«П'ятий сезон» (англ. The Fifth Season) — науково-фантастичний роман американської письменниці Нори К. Джемісін 2015 року. У 2016 році він був нагороджений премією Г'юго за найкращий роман. Це перший том із серії «Розбита Земля», за яким слідують «Брама обелісків» та «Кам'яне небо».

## Налаштування
«П'ятий сезон» розгортається на планеті з єдиним суперконтинентом під назвою Тиша. Кожні кілька століть його жителі переживають те, що вони називають «п'ятим сезоном» катастрофічної зміни клімату.

### Суспільство
Суспільство Тиші розпадається на багато «спільнот», «каст використання», етносів і видів.
- Орогени — люди, здатні контролювати енергію, зокрема енергію землі (безпосередньо) і температуру (опосередковано). Вони можуть спричиняти та запобігати землетрусам, а коли розгнівані, можуть ненавмисно вбивати живі істоти у своєму «торі» або зоні впливу, відбираючи тепло зі своїх тіл, щоб використовувати його як енергію для маніпулювання землею. Коли це відбувається, навколо них з'являється видиме коло інею, і живі істоти можуть швидко замерзнути. Їх ненавидять і бояться, і багатьох убивають натовпи з маленьких містечок, коли їхні сили виявляються в дитинстві. Якщо вони не були вбиті членами сім'ї чи спільноти, їх віддають Опікуну для навчання в місці під назвою Фулкрум у місті Юменес. Орогени, навчені у Фулкрумі, відзначаються своїм чорним одностроєм і переносяться трохи краще, ніж ненавчені орогени, оскільки їх не так часто вбивають. Вони носять кільця на пальцях, щоб позначити ранг. Найвищий ранг позначається десятьма кільцями. Образ «рогга» використовується проти орогенів, які так само називають неорогени «стилами». Орогенам Фалкруму доручено обслуговувати комунікації Стілнесс багатьма різними способами, наприклад очищати сміття, відтворювати всередині комплексу та придушувати мікроструси.
- Вартові — воїни, мисливці та вбивці, яким доручено контролювати орогенів за допомогою болю та тренувань або, альтернативно, стратити. Вони є орденом, який стежить за Точкою опори.
- Ґеомести — учені, які вивчають «геометрію», яка, здається, є унікальною дисципліною для Спокою, поєднуючи вивчення геології з хімією та іншими фізичними науками.
- Комлесс — люди, які не мають захисту поселення або «комуни», або за власним бажанням, або через вигнання з комуни.
- Каменежери — довгожителі, рухомі істоти, схожі на скульптури, які можуть пересуватися крізь скелі, що також є їхньою дієтою.
- Екваторіальна приналежність Санзеду — правляча імперія, неофіційно відома як Старий Санзе.
- Екваторіали — люди, які живуть у більш стабільних і заможних містах екваторіального регіону, таких як Юменес і Дібар.
- Середньолітні — жителі північних (номідлат) або південних (сомідлат) районів, прилеглих до зони екватора. Вважається затокою. Більшість середньолітніх є представниками різних рас.

#### Касти використання
- Синьоспини — каста робітників. Надлишок синьоспинів викидається з комунікацій протягом сезонів.
- Стійкі — каста людей, які вважаються стійкими до хвороб або голоду. Вони доглядають за хворими, прибирають вбиральні та виконують інші завдання, пов'язані зі здоров'ям та гігієною.
- Заводчики — каста, призначена підтримувати стабільність чисельності комунікацій. Вони самі народжують дітей або дозволяють членам комунікації з бажаними рисами мати дітей. Несанкціоновані діти, народжені протягом Сезону, не отримують частки запасів комунікації і тому можуть голодувати.
- Новатори — каста винахідників / інтелектуалів. Інженери, лікарі та інші люди, які вирішують проблеми.
- Лідери — каста людей, навчених керувати комунікацією чи іншими важливими організаціями. Можуть бути підштовхнуті до керівництва проти їхньої волі, якщо комунікація має достатню потребу.

## Сюжет
У пролозі надзвичайно могутній ороген обговорює сумний стан світу і нарікає на гноблення свого народу. Потім він використовує свою величезну силу, щоб розколоти весь континент по всій його довжині, погрожуючи викликати найгірший П'ятий сезон в історії. Далі історія розповідає про трьох жінок-орогенок (Ессун, Дамайя та Сієніт), які приходять з іншого боку Безмовності.

### Ессун
Ессун — жінка середнього віку з двома малими дітьми, яка живе в невеликій південній громаді Тірімо. Таємно вона є орогеном — має здатність маніпулювати землею та каменем, поглинаючи або перенаправляючи тепло та енергію з інших місць. Її діти також мають орогенні здібності, які часто проявляються підсвідомо, що вимагає від Ессун постійної роботи над тим, щоб уникнути їх виявлення. Одного разу вона повертається додому і бачить, що її молодшого сина забив до смерті чоловік після того, як він ненавмисно розкрив свої орогенні здібності. Чоловік забрав їхню доньку і поїхав з міста. Заціпеніла від горя і люті, вона інстинктивно уникає потужного землетрусу з подій прологу, який щойно прибув з півночі, навколо комуни, який рятує її від повного знищення, але попереджає містян про присутність орогена.
Через потужний землетрус і зловісні знаки, що надходять з півночі, жителі міста усвідомлюють, що П'ятий сезон, ймовірно, неминучий. Коли Ессун намагається покинути село, щоб піти за чоловіком і забрати свою доньку, її оголошують орогеном, і розлючений натовп намагається вбити її. У люті вона вбиває багатьох містян, висмоктуючи тепло з їхніх тіл, заморожуючи їх намертво, випадково зруйнувавши при цьому єдиний водогін у місті.
Невдовзі після виходу з комуни вона зустрічає Гоа, дивного хлопчика з крижано-білою шкірою та волоссям, який починає переслідувати її. Пізніше вона знайомиться з Тонкі, безтурботною і допитливою жінкою. Разом вони мандрують на південь, зустрічаючи величезні спустошення, спричинені «розколом» на півночі. Зрештою, вони прибувають до прихованої комуни під назвою Кастріма, збудованої у величезному підземному геодезичному розрізі.

### Дамайя
Дамая — молода дівчина з північної громади, про яку батьки нещодавно дізналися, що вона ороген. Не в змозі змусити себе вбити її, вони викликають Шаффа, Хранителя, щоб її забрати. Вартові — стародавній орден людей з надприродними здібностями, єдиним завданням яких є управління та контроль над орогенами. Вони контролюють «Точку опори» — організацію, яка навчає орогенів використовувати свої здібності в контрольованій манері; тим не менш, орогени залишаються ненависним і боязким підкласом, що не має жодних власних прав.
Поки вони подорожують з дому Дамайї до Точки опори, Шаффа починає тренування, які знадобляться Дамайї, щоб стати тренованим орогеном. На першому уроці Шаффа ламає руку Дамайї, змушуючи її контролювати свої сили, навіть коли їй дуже боляче. Він каже їй, що його робота полягає в тому, щоб захистити світ від неї. Коли вона проходить його випробування, вони продовжують свою подорож.
Дамая швидко вчиться і просувається кар'єрними сходами серед молодих орогенів (так званих гріт). Одного разу вночі до «Точки опори» під виглядом Фалкрума проникає молода дівчина, яка виявляється донькою заможної та політично впливової сім'ї, що цікавиться інтер'єром найбільшої будівлі. Дамая неохоче допомагає їй увійти, де вони знаходять величезну грановану яму, вистелену гострими залізними уламками. Дамайю виявляють, і один з Охоронців, який поводиться дивно, намагається вбити її, але Шаффа втручається і рятує життя Дамайї, вбиваючи дивного Охоронця. Він також говорить їй, що вона повинна негайно пройти свій перший тест на перстень — тест, який зазвичай не дається орогенам, поки вони не пройдуть набагато більше тренувань. Таким чином Шаффа дає їй шанс на порятунок, адже, хоча вона і порушила правила «Точки опори», якщо вона зможе довести, що може бути тренованим і корисним орогеном, Хранителі залишать її в живих. Дамая проходить випробування, її офіційно приймають до «Точки опори» і дозволяють обрати нове ім'я.

### Сієніт
Сієніт, висхідна орогенна зірка у Точці опори, примусово об'єднується з Алебастром, найпотужнішим живим орогеном, щоб зачати з ним дитину під час місії в сільській місцевості. Хоча вони ненавидять одне одного, у них немає вибору. Коли вони подорожують до місця призначення, Алебастр часто натякає на приховані знання про обеліски, дивні кристали розміром з будівлі, що дрейфують серед хмар. Більшість вважає, що вони є інертними залишками давно мертвої цивілізації.
По дорозі Алебастр показує їй одну з вузлових станцій, яку Фалкрум розташував навколо Спокою. Офіційно кожен містить ороген, чия робота полягає в тому, щоб постійно придушувати невеликі землетруси, які можуть загрожувати більшому континенту, і вважається, що це нудна робота. Алебастр розкриває правду, яка полягає в тому, що орогени у вузлах були понівечені та лоботомізовані з раннього віку, змушуючи їх придушувати всі землетруси інстинктом, але залишаючи їх ледь живими. Алебастр має на увазі, що хлопчик у цьому вузлі є одним із його нащадків разом із багатьма орогенами в інших вузлах, оскільки вони переважно успадковують ту саму силу, що й він, і все ж на його рівні в Точці опори майже немає інших. Сієніт жахається знахідкою.
Двоє прибувають до місця призначення, прибережного міста, яке втрачає бізнес через великий риф, який блокує гавань; їхнє завдання — пересунути риф. Однак невдовзі після їхнього прибуття Алебастер ледве виживає після спроби вбивства, що змушує Сієніт самостійно спробувати очистити гавань. На свій шок, вона виявляє, що завал насправді є обеліском, що лежить на боці під водою, який реагує на її присутність і піднімається з води. Стривожений цією взаємодією, Фалкрум посилає Опікуна, щоб убити їх обох. Опікуну вдається вивести з ладу Алебастер і вона збирається вбити Сієніт, коли вона інстинктивно тягнеться до обеліска (у якому дивним чином також знаходиться Каменеїд). Обеліск повністю руйнує місто, а Сієніт втрачає свідомість.
Сієніт пробуджується набагато пізніше на населеному острові біля узбережжя, будучи врятованою разом з алебастром Каменежером на ім'я Сурма. Лідером острова є Іннон, дуже рідкісний приклад ненавченого орогена, який відкрито живе в суспільстві. Її та Алебастра приймають туди, і обидва зрештою вступають у любовні стосунки з Іннон. Сієніт зачинає дитину з Алебастром і кілька років виховує її в мирі на острові.
Однак, коли Сієніт з почуття провини гасить вулкан, що утворився через її знищення разом з Обеліском, їх виявляє Точка опори, яка відправляє кілька кораблів з Вартовими, щоб визволити їх. Алебастра викрадають Каменеїди, перш ніж він встигає організувати успішну оборону. Іннона вбиває на очах у Сієніта один з Вартових, а Шаффа наближається, щоб забрати у неї дитину. Вона душить дитину, щоб не дати їй страждати в Точці опори або бути лоботомізованою для вузлових станцій. У своєму горі та гніві вона з'єднується з сусіднім обеліском, знищуючи корабель і вбиваючи більшість присутніх Вартових, а також багатьох остров'ян, що втікали.

### Ессун
Діставшись до Кастріми, Ессун розуміє, що на неї чекав старий знайомий: Алебастр. Тут з'ясовується, що Дамайя, Сієніт і Ессун були однією і тією ж жінкою в різні періоди її життя (а також, що Тонкі була молодою дівчиною, яка прокралася до Фалкрума); Сієніт (старша Дамайя) і Алебастер пережили атаку на острів, і вона сховалася як Ессун, щоб спробувати почати нове життя, поки Алебастер жив у вимушеній ізоляції серед Каменеїдів. Ессун розуміє, що саме Алебастр розколов континент навпіл, запустивши нинішній неперевершений П'ятий сезон. Він заявляє, що було необхідно здійснити свій план, щоб нарешті покласти край п'ятим сезонам, і завершує словами: «Ви коли-небудь чули про щось, що називається місяцем?».

## Персонажі
Імена в Тиші позначаються іменем, за яким іде використання-каста (професія), а потім комм (спільнота, місто чи місто). Наприклад, Шаффа Ґуардіан Варрант — це опікун на ім'я Schaffa Guardian Warrant від комм Варрант. Орогени мають (зазвичай) першу назву на геологічну тематику, використання-каста Ороген, і їхню назву — Фулкрум.
- Дамайя — дитина, яку віддають Опікуну після того, як виявлено, що вона є орогеном. Вона походить із комісії під назвою Палела в Номідлатах (північні середні широти).
- Ордер опікуна Шаффа — людина, відповідальна за навчання Дамайї. Його шкіра «майже біла, він такий блідий, як папір; він повинен курити і згортатися калачиком під яскравим сонячним світлом». У нього «довге гладке волосся» в «глибокому чорному кольорі». У нього «сріблясто-сірі» або «крижано-білі» очі.
- Сієніт — також відома як Сієн, амбітна ороген із чотирма кільцями рівня Фулкрума, якій доручено вирушити на місію з орогеном вищого рівня під назвою Алебастр.
- Алебастр — ороген із десятьма кільцями (найвищого) рівня, здатний придушувати супервулкани та мати силу та контроль, що перевершують можливості інших орогенів. У нього «шкіра така чорна, що майже синя», його волосся «щільне, туго закручене, таке волосся, якому потрібно надати форму, щоб воно виглядало стильно», і він «тонкий як шнурок».[3]
- Ессун — орогенна мати двох дітей, яка залишає своє маленьке містечко Тірімо, щоб переслідувати чоловіка та дочку. На відміну від інших, розділи Есун написані від другої особи, теперішнього часу. Спочатку її описують як «мляву», з кучерявим волоссям із дредами та шкірою, яка «неприємно вохристо-коричнева за одними стандартами та неприємно оливково-бліда за іншими».[3]
- Джіджа — чоловік Ессун, який вбиває їхнього сина Уче та викрадає дочку Нассун.
- Гоа — таємничий хлопчик, який знаходить Ессун у лісі та супроводжує її в подорожі. Його забарвлення повністю біле, включаючи крижано-білі очі. Пізніше з'ясовується, що він є і каменеїдом, і оповідачем розділів Есун.
- Польовий шпат — інструктор Сієніт у Fulcrum, який наказує їй вирушити на місію з Алебастром, щоб розчистити кораловий завал у гавані Алліа.
- Інноватор Тонкі Дібарс (також він же Біноф Лідерство Юменес) — трансгендерна жінка та донька могутньої родини, яка заручається допомогою Дамайї в дитинстві. Пізніше його зустріли як геоместа (вченого, який вивчає землю, хімію та фізику), який закінчив університет, але не спілкувався, який зараз живе в печері.
- Іннон Резістант Меов — лідер острівної спільноти піратів. Його описують як комунікабельного «чоловіка заввишки шість з половиною футів із величезною гривою з косами та одягом трьох різних націй — увесь він кричущий».

Другорядні персонажі:
- Лерна — молода лікарка з Тірімо, яка опікується Ессун недовго після смерті її сина.
- Раск Новатор Тірімо — обраний староста міста.
- Му Діар — бабуся Дамайї.
- Мати і батько Дамайї, Силач і Опір.
- Асаель Лідер Алії — один з шести заступників губернатора Алії.
- Ересміт Лідер Аллії — віцегубернатор Аллії.
- Ікка Роґґа Кастріма — лідер Кастріми, підпільної комуни, до якої подорожують Ессун, Хоа та Тонкі.

## Відгуки
Відповідно до Book Marks, книга отримала «позитивні» рецензії на основі семи рецензій критиків, причому чотири були «захопленими», дві — «позитивними», а одна — «змішаною».
У рецензії The New York Times повідомляється: «„П'ята пора“ запрошує нас уявити собі деконструкцію землі як у буквальному, так і в метафоричному значенні, і пропонує можливість багатшої та фундаментальнішої втечі. Кінець світу стає тріумфом, коли світ жахливий, навіть якщо те, що лежить за ним, важко уявити тим, хто потрапив у його пастку». NPR писав, що «Джемісін блискуче ілюструє віру в те, що, так, створення світу уявою є життєво важливим елементом фантазії, але також що кожен персонаж є окремим світом».
У серпні 2017 року було оголошено, що «П'ята пора» адаптується для телебачення ТНТ, а виконавчим продюсером стане репер і актор Дейвід Діггс.

### Нагороди
20 серпня 2016 року на 74-й Всесвітній конвенції наукової фантастики «П'ятий сезон» був удостоєний премії «Г'юго» за найкращий роман, що зробило Джемісіна другою темношкірою людиною, яка отримала нагороду. Він також отримав премію Sputnik і був номінований на премію Nebula та World Fantasy Award за найкращий роман.
Це перша з трьох книг серії «Розбита Земля». Другий роман трилогії, «Брама обелісків», був опублікований 16 серпня 2016 року та отримав премію Г'юго за найкращий роман у 2017 році. Третя книга «Кам'яне небо» вийшла друком у серпні 2017 року й отримала премію Г'юго 2018 року як найкращий роман. Ці послідовні перемоги зробили Джемісін першою людиною, яка отримала премію Г'юго три роки поспіль або за всі три книги трилогії.

## Видання в Україні
Український переклад книги було опубкліковано 2024 року видаництвом Навчальна книга Богдан. Переклад з англійської Романа Гардашука.